# Colletes alocochila
Colletes alocochila  (лат.) — вид пчел рода Colletes из семейства Colletidae (Colletinae). Южная Америка (Перу и Чили, на высотах 2400–4300 м).

## Описание
Длина тела около 1 см; ширина головы самки 3,4—3,6 мм (у самца 3,1—3,3); длина головы самки 2,7—2,8 мм (у самца 2,7—2,9). Основная окраска покровов чёрная, тело покрыто многочисленными длинными волосками чёрного и беловатого цвета. Биологические особенности не известны, кроме того, что обнаружены на цветах интродуцированного растения Люцерна посевная (Medicago sativa, Бобовые). Вид был впервые описан в 1956 году бразильским энтомологом Й. С. Моуром (Jesus Santiago Moure; 1912—2010). Colletes alocochila обладает сходством с видами C. nigropilosus и C. mastochila.